# Window in the Skies
«Window in the Skies» es una canción de la agrupación irlandesa de rock U2, forma parte del disco U218 Singles siendo junto con The Saints Are Coming, las únicas canciones inéditas de este disco compilatorio. Window in the Skies fue promocionado como el segundo sencillo del álbum, lanzado el 1 de enero de 2007.

## Videoclips
El primer videoclip, dirigido por Gary Koepke contiene alrededor de 100 pequeños clips de algunos de los músicos más representativos de los últimos 50 años, enfocados de tal forma que pareciera que son ellos quienes cantan la canción. 
El segundo videoclip, dirigido por Jonas Odell, es de corte más surrealista, recorriendo viejas épocas de la banda, así como de sus integrantes.